# Pordašinci
Pordašinci (mađarski: Kisfalu) je naselje u slovenskoj Općini Moravskim Toplicama. Pordašinci se nalazi u pokrajini Prekomurju i statističkoj regiji Pomurju. 

## Stanovništvo
Prema popisu stanovništva iz 2002. godine naselje je imalo 50 stanovnika.